# Smith & Wesson Model 617

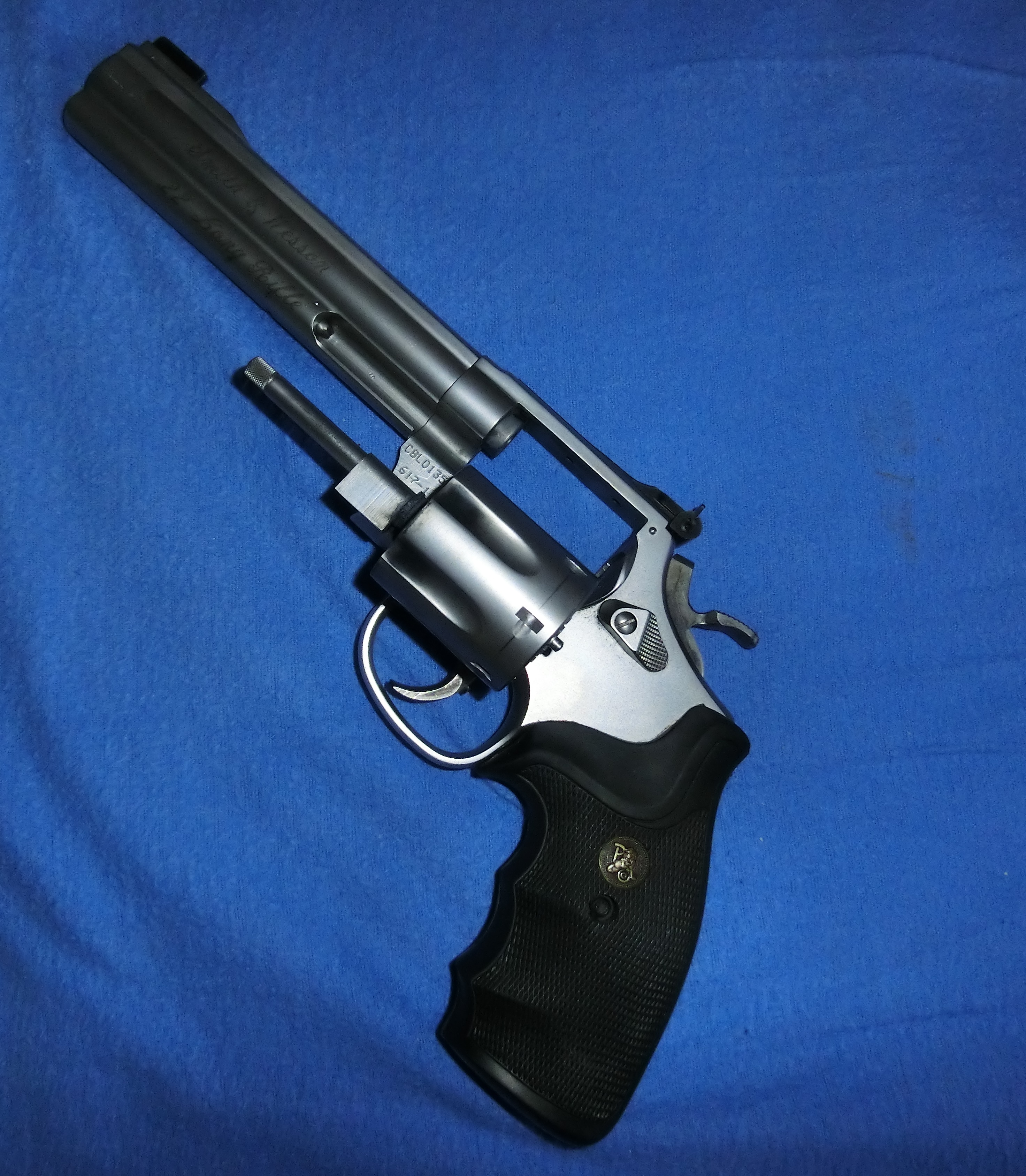
Revolver, sechsschüssig, Kaliber 22l.r., mit Pachmayr Griff

Der Smith & Wesson Model 617 (S&W Model 617) im Kaliber .22 lr (.22 lfB) ist ein Kleinkaliber-Scheibenrevolver. Der Abzug erlaubt Single Action (SA) und Double Action (DA). Er wurde in Anlehnung an das S&W Model 686 mit ähnlichen Abmessungen und Gewichten (K-Frame) gefertigt. Großkalibersportschützen nutzen ihn daher sehr häufig aus Kostengründen zu Trainingszwecken.
Das Modell 617 wird und wurde mit einer 6-Schuss- oder 10-Schuss-Stahltrommel und Lauflängen von 4”, 6” und 8-3/8” gefertigt. 1996 führte Smith & Wesson kurzzeitig eine 10-Schuss-Variante aus Aluminiumlegierung mit einer Lauflänge von 1,6 Zoll ein, die kommerziell nicht erfolgreich war.
Der 617 befindet sich noch in der aktuellen Produktion, wird in matt stainless-steel gefertigt und werksseitig mit einem Hogue-Gummigriff ausgeliefert. Es gibt ihn auch als höherwertige Ausführung mit der Zusatzbezeichnung "Target Champion". Der Neupreis in Deutschland liegt je nach Ausführung zwischen 1.300 und 2.400,- €. Top-Schützen benutzen in der Regel von Büchsenmachern speziell überarbeitete Wettkampfausführungen. Die Zusatzkosten hierfür richten sich nach den dafür benötigten Arbeits- bzw. Maschinenstunden.
Das Leergewicht beim Standard-6-Zoll-Lauf und der sechs-schüssigen Trommel beträgt 1231 Gramm: zum Vergleich: Eine P99 hat ein Gewicht von 605 Gramm.
Wesentliche Änderung zum alten S&W Model 17 ist der Wechsel vom Riegelblock- zum Transferstollensystem als interne Sicherung gegen die unbeabsichtigte Auslösung eines Schusses.